# جيم فونغ
جيم فونغ (بالصينية: 馮傳強) هو فنان قتالي صيني، ولد في 16 مايو 1944، وتوفي في 18 مارس 2007 بسبب سرطان المريء.